# Монсель-сюр-Сей
Монсе́ль-сюр-Сей (фр. Moncel-sur-Seille) — коммуна во французском департаменте Мёрт и Мозель, региона Лотарингия. Относится к  кантону Сешам.

## География
Мазерюль расположен в 17 км к северо-востоку от Нанси. Соседние коммуны: Петтонкур на севере, Сорневиль на юго-востоке, Мазерюль на западе. Коммуна стоит на трассе Нанси-Шато-Сален (национальная дорога N74).

## Демография
Население коммуны на 2010 год составляло 486 человек.
| 1962 | 1968 | 1975 | 1982 | 1990 | 1999 | 2010 |
| ---- | ---- | ---- | ---- | ---- | ---- | ---- |
| 333  | 324  | 311  | 434  | 485  | 480  | 486  |